# Alte Kirche (Velbert)
Die Alte Kirche ist eine evangelische Kirche in Velbert-Mitte. Sie befindet sich an der Friedrichstraße.

## Architektur
Es handelt sich bei der Kirche um einen schlichten, tonnengewölbten Bruchsteinsaal im Stil des Bergischen Barock mit je drei großen Fenstern an den Langseiten. Nach Westen ist ein Turm vorgesetzt, dessen Dach durch eine geknickte Schieferpyramide gedeckt wird. Die ländliche Innenausstattung stammt aus der Erbauungszeit der Kirche im 18. Jahrhundert. In ihrer Ausgestaltung orientierte sich die Kirche an den Anforderungen an eine Predigtkirche.
Die Ibach-Orgel wurde 1869 nach einem Vorbild in der reformierten Kirche Cronenberg geschaffen. Sie wurde 2022–2024 restauriert.

## Geschichte
Eine erste Kapelle im Flecken Feldbrahti (später Velbert) unter dem Patronat der Heiligen Ida wurde im 11. Jahrhundert erwähnt. 1599 wurde an der Kirche die Reformation eingeführt.
Die heutige Kirche wurde im 18. Jahrhundert erbaut, wahrscheinlich 1765–1769. Nach anderen Quellen erfolgte die Grundsteinlegung bereits 1726. Das Maßwerk aus Gusseisen stammt aus der ersten Hälfte des 19. Jahrhunderts.
Die Kirche wurde 1983–1986 umfassend renoviert. Im Jahr 1999 fand eine erneute Restaurierung statt.